# قصر شامبليون
قصر شامبليون أو قصر الأمير سعيد باشا حليم هو قصر مشيد على الطراز الإيطالي من تصميم الإيطالي أنطونيو لاشياك ، يقع بشارع -مويار سابقاً- شمبليون حالياً، على مساحة 445 متراً تقريباً. يحمل القصر اسم العالم الفرنسي «جان فرانسوا شامبليون»، الذي فك رموز اللغة المصرية القديمة على حجر رشيد أيام الحملة الفرنسية على مصر. وشيد القصر سعيد باشا حليم في عام 1896.

## معرض صور

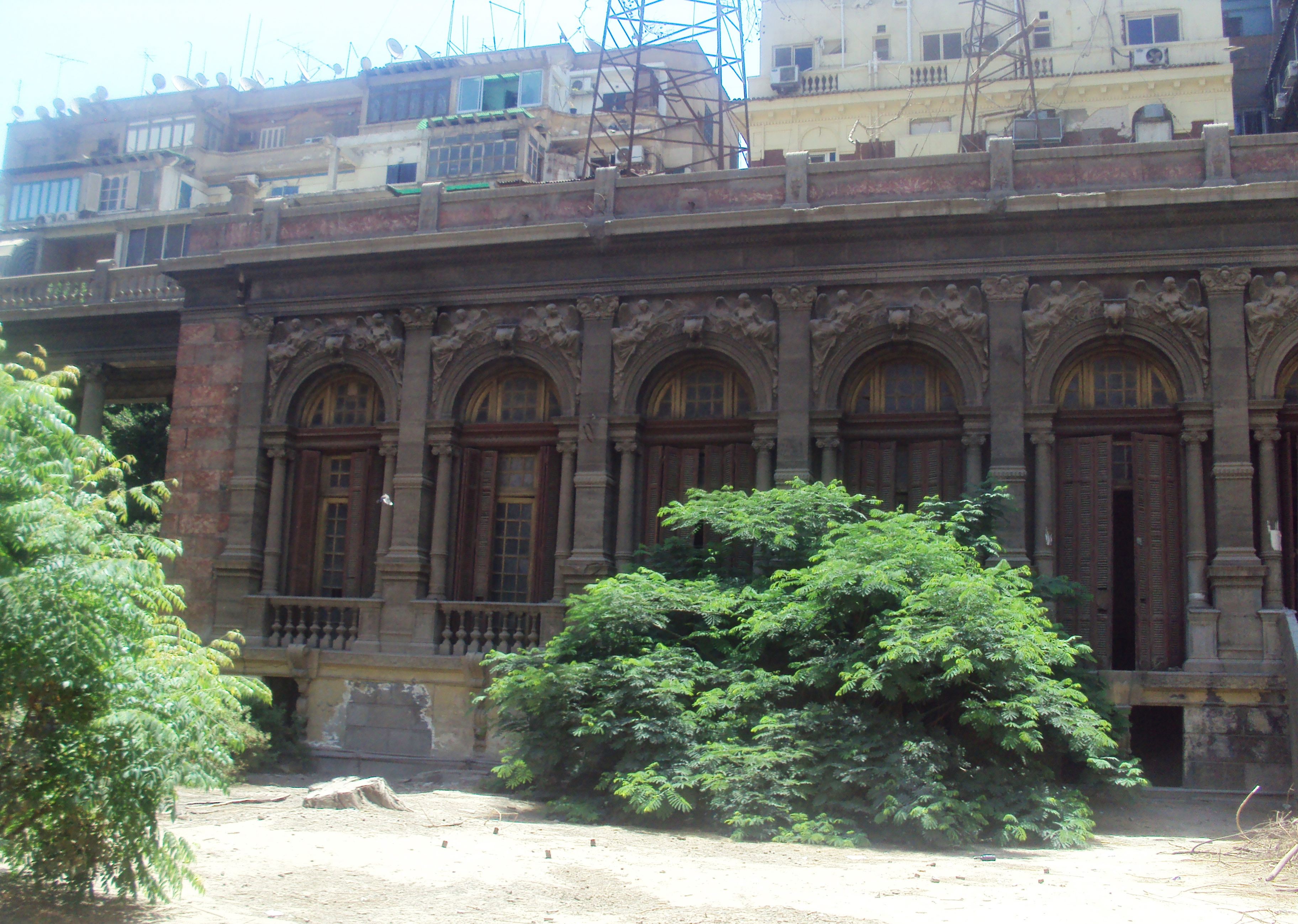
قصر سعيد باشا حليم.
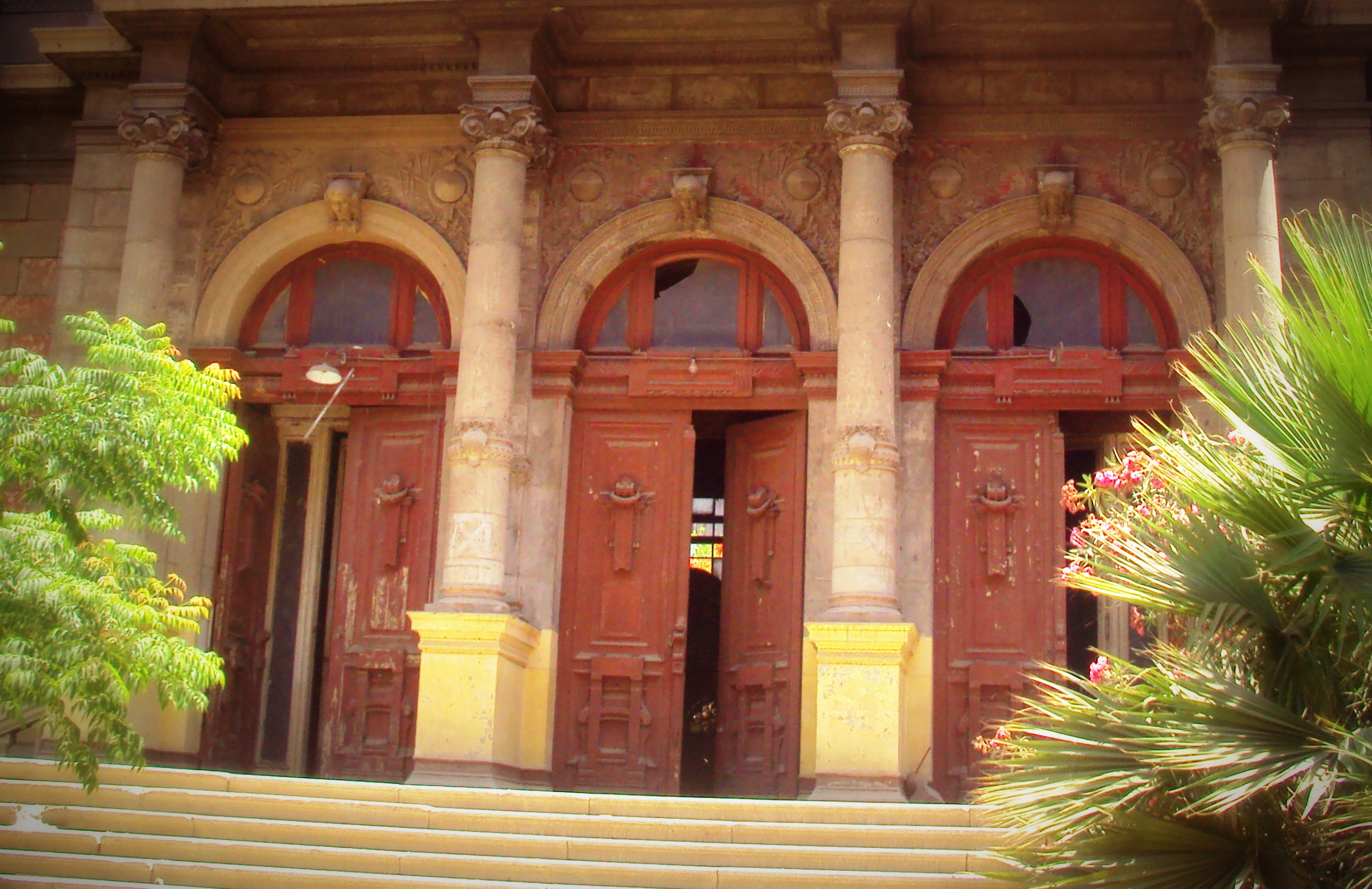
جانب أمامي من قصر سعيد باشا حليم.
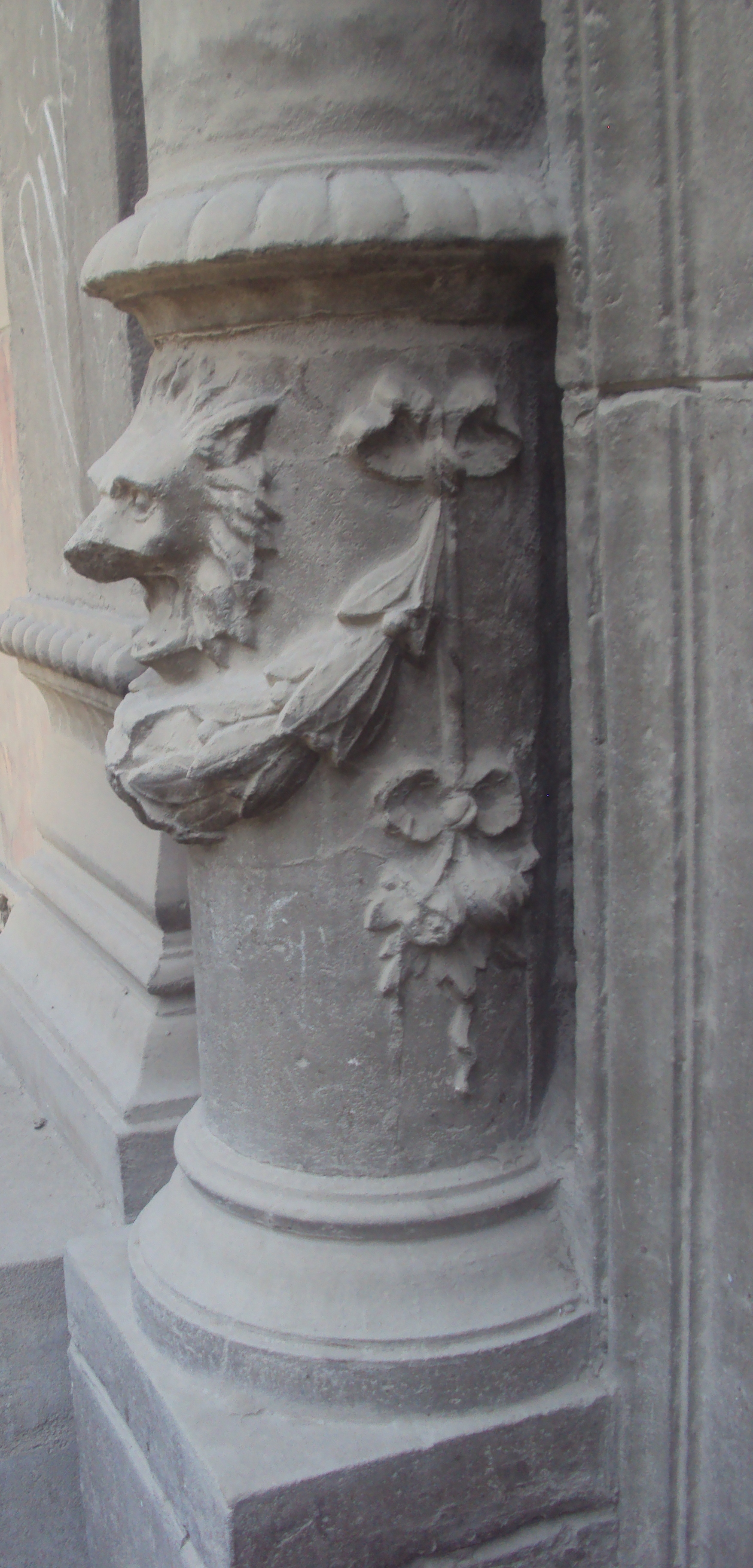
النقش على أعمدة قصر سعيد باشا حليم.
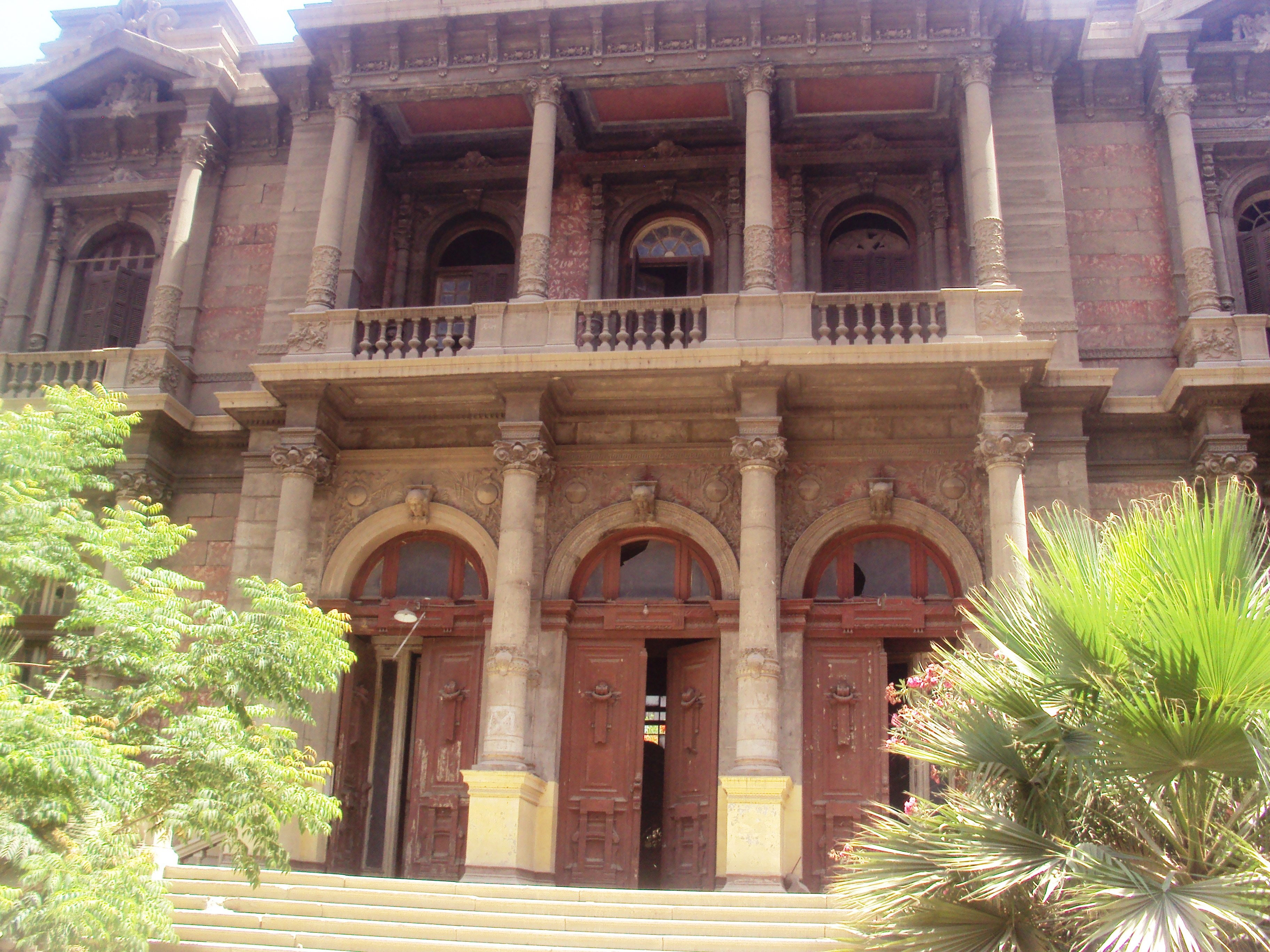
واجهة قصر سعيد باشا حليم.
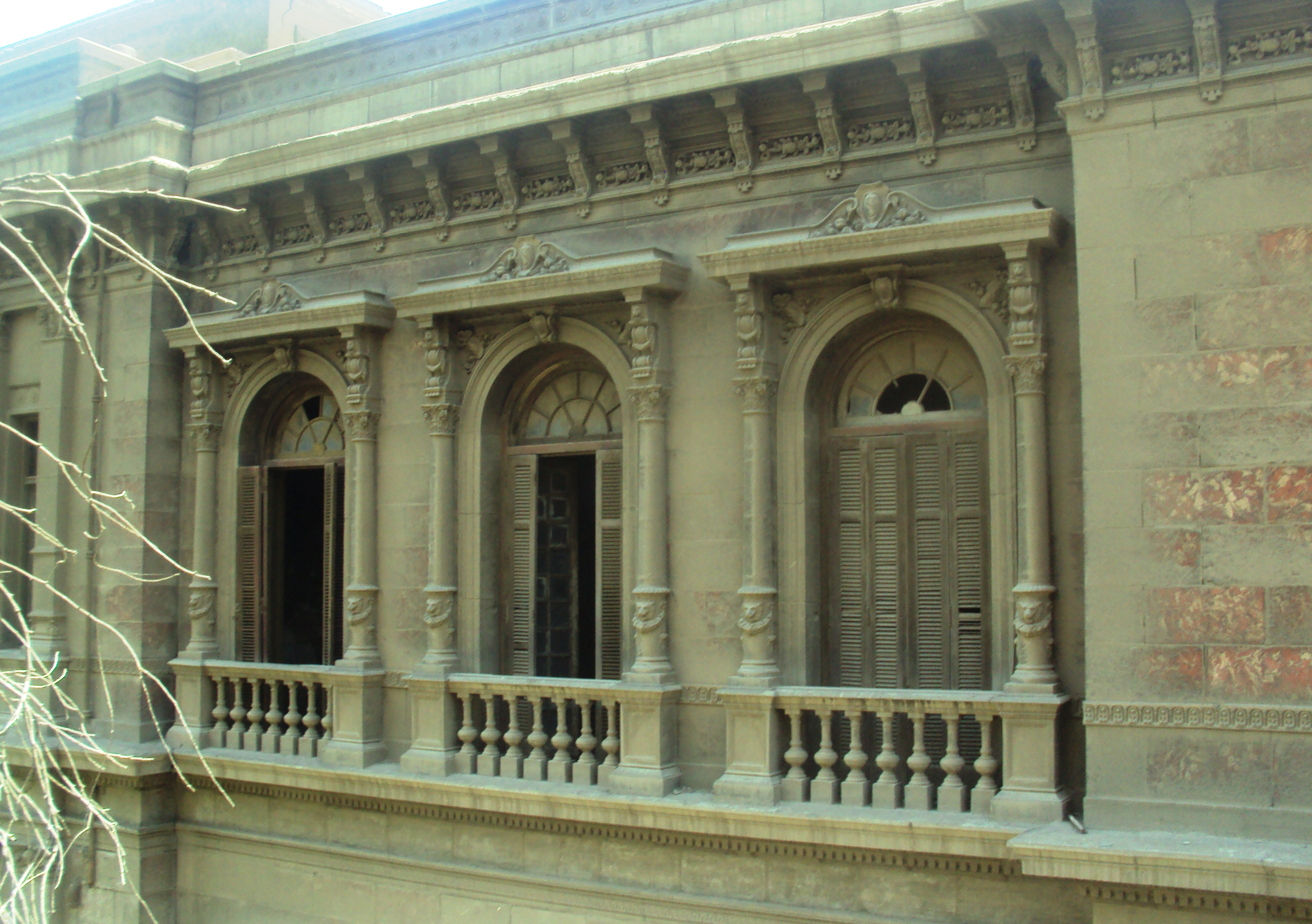
جانب علوي من قصر سعيد باشا حليم.
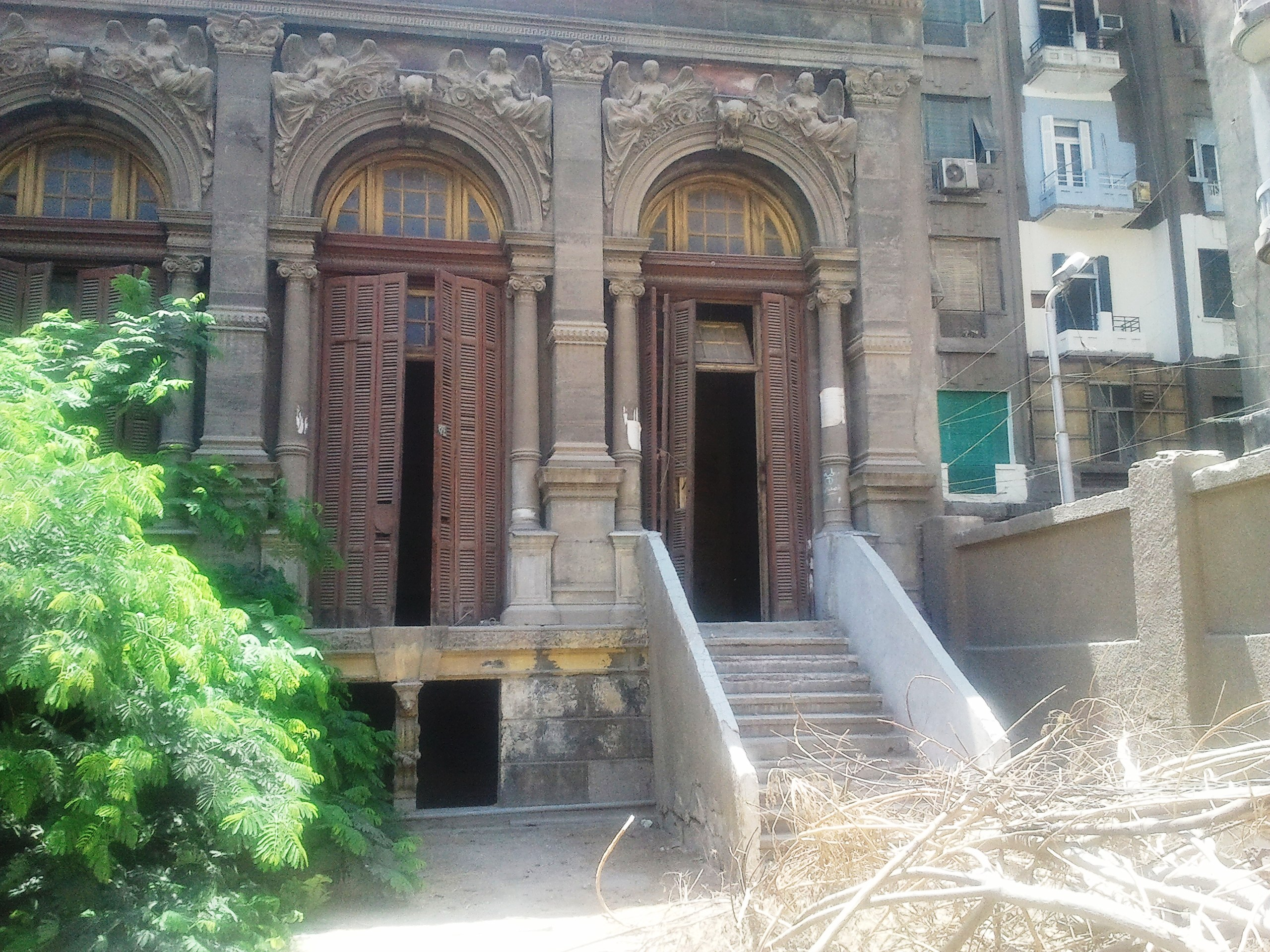
جانب أمامي من قصر سعيد باشا حليم.
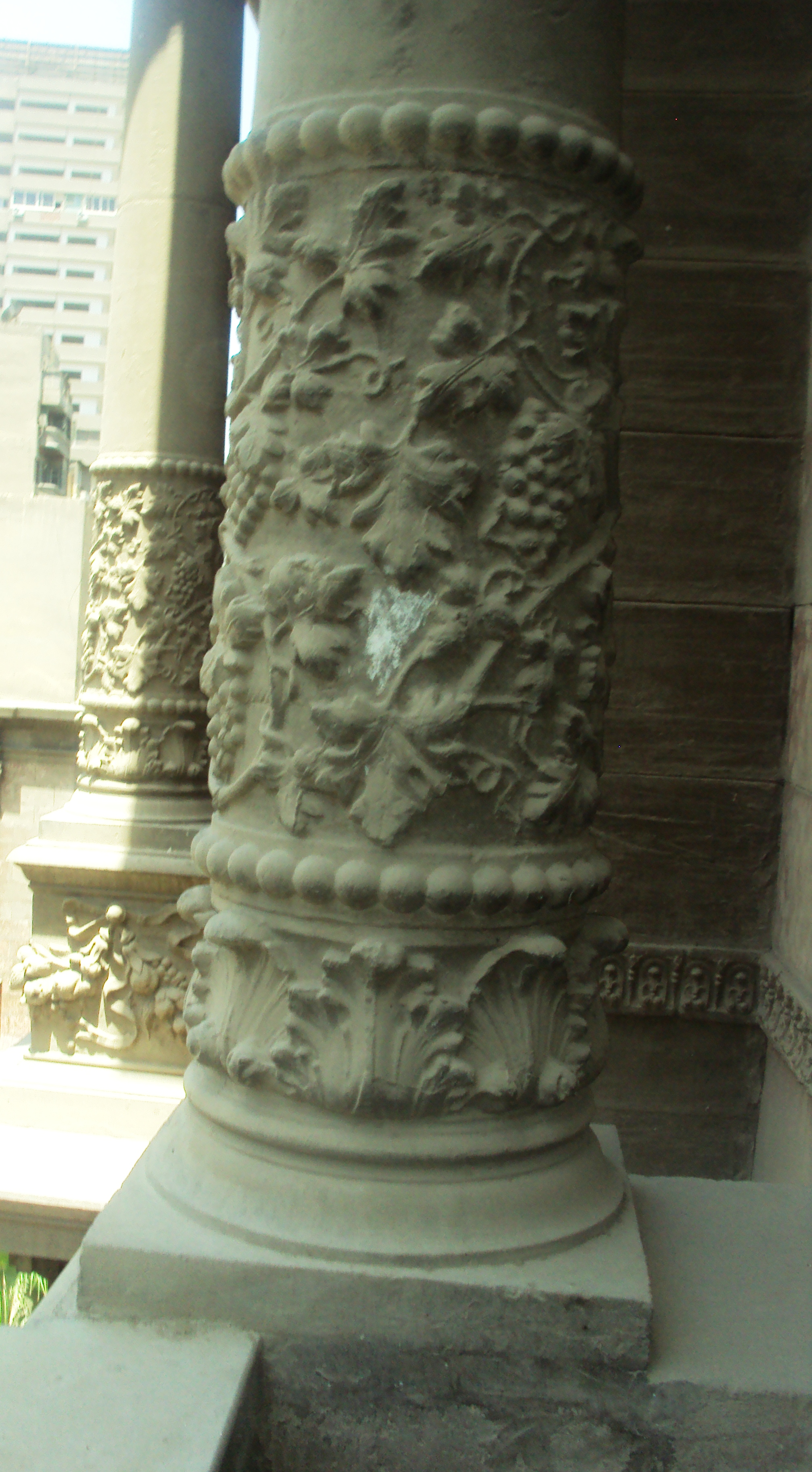
النقش على أعمدة قصر سعيد باشا حليم.
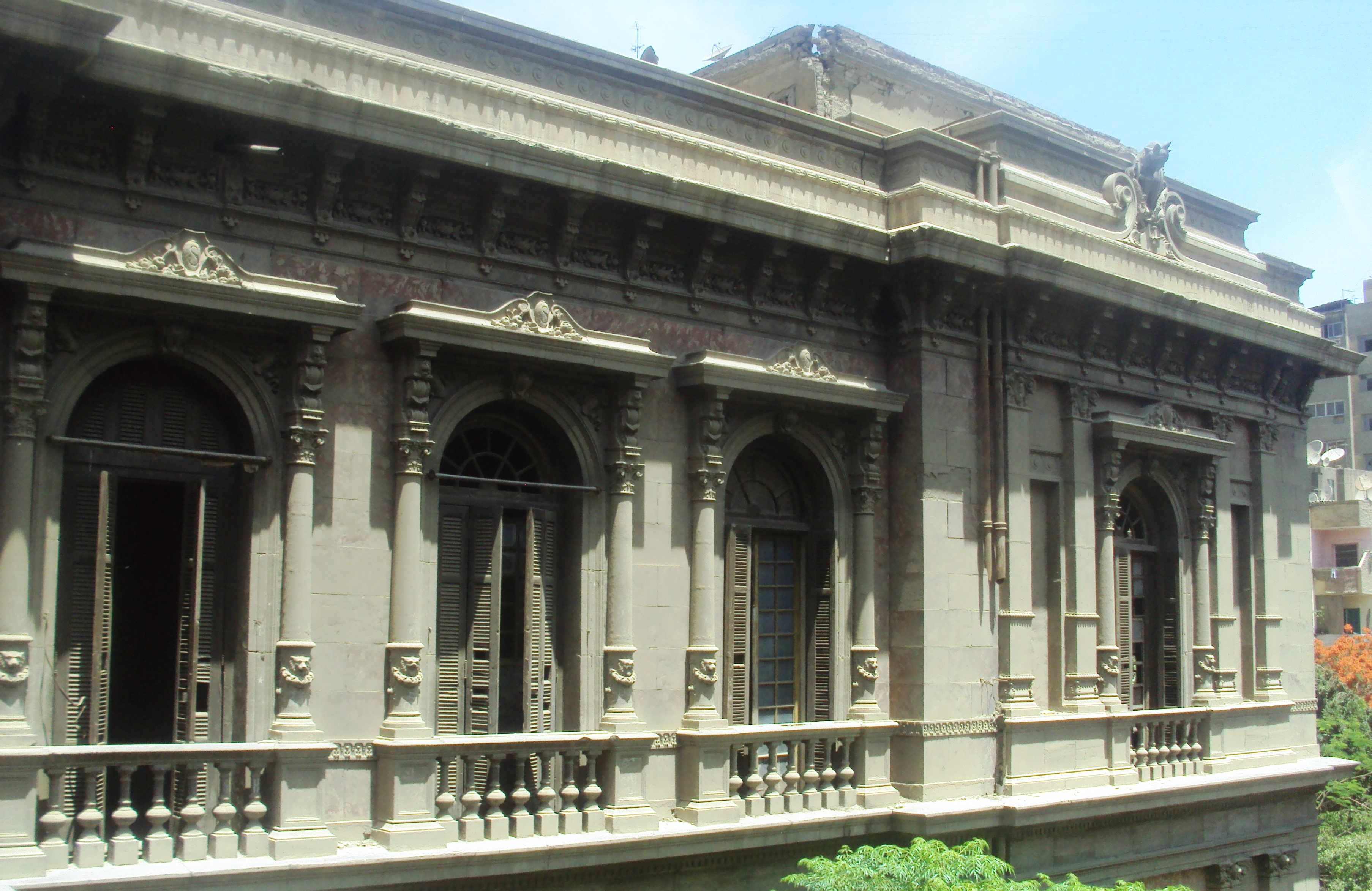
جانب علوي من قصر سعيد باشا حليم.